# HD 68456
HD 68456 (HR 3220 / HIP 39903 / SAO 250131) es una estrella en la constelación de Carina, la quilla del Argo Navis, de magnitud aparente +4,76. Se encuentra a una distancia de 70 años luz del sistema solar.
HD 68456 es, al igual que el Sol, una estrella de la secuencia principal, aunque de tipo espectral F5V y 6305 K de temperatura. Siendo un 28% más masiva que el Sol, brilla con una luminosidad 5 veces mayor que la luminosidad solar, mostrando claramente como un pequeño aumento en la masa estelar repercute de forma acusada en la cantidad de radiación emitida.
Más joven que el Sol, tiene una edad estimada de 2430 millones de años.
Su velocidad de rotación es de al menos 15 km/s, siendo el valor de su metalicidad un 44% de la del Sol (Fe/H] = -0,36).
Aunque inicialmente el observatorio espacial IRAS señaló a HD 68456 como un posible candidato para tener un disco de polvo similar al de Vega (α Lyrae), posteriores observaciones con el Telescopio espacial Spitzer señalan la escasa significancia del exceso infrarrojo detectado.